# Информированное добровольное согласие в психиатрии
Информированное добровольное согласие — добровольное согласие пациента или его законного представителя на медицинское вмешательство, которое даётся на основе полученной им в доступной форме информации о цели, характере, способах медицинского вмешательства, его возможном риске и возможных последствиях, а также возможных альтернативах. Основными элементами информированного добровольного согласия являются дееспособность, информирование пациента (на основе доверительных отношений медицинского работника с пациентом, уважения к его достоинству и праву на автономность) и отсутствие принуждения.
В своде методических рекомендаций ВОЗ по вопросам политики и оказания услуг в области психического здоровья принцип добровольного и информированного согласия называется «краеугольным камнем при лечении психических расстройств, что делает его важнейшим в законодательстве в области психического здоровья». Там же отмечено, что право дать согласие на лечение в равной степени предполагает также право на отказ от него. И если пациента считают способным дать осознанное согласие, следует также считаться с его (её) отказом от лечения.
Принцип информированного согласия в психиатрии означает соответствие следующим критериям:
- Пациент должен считаться достаточно компетентным[прим 2] и дееспособным[прим 1], чтобы давать согласие[4].
- Согласие должно быть получено добровольно без каких-либо угроз, неприемлемого принуждения[4], насилия или обмана[5][6].
- Оно должно быть предварительным (то есть предшествовать медицинскому вмешательству). Не может считаться легитимным согласие, полученное (оформленное) в процессе медицинского вмешательства или по его окончании[5].
- Согласие пациента не может подменяться согласием членов его семьи, родственников или иных лиц (за исключением случаев, прямо оговоренных в законодательстве)[5].
- Пациенту следует предоставить информацию о болезни, значении болезненных симптомов, о диагнозе и прогнозе[6].
- Предоставить необходимую и адекватную информацию о цели, методе, предполагаемой продолжительности и ожидаемых результатах лечения[4].
- Провести беседу о возможных болевых ощущениях или дискомфорте, рисках и вероятных побочных эффектах вследствие предлагаемого лечения[4].
- Следует обсудить и предложить пациенту альтернативные способы лечения, в особенности менее инвазивные[4]; рассказать о достоинствах и недостатках альтернативных способов лечения[2].
- Информация должна предоставляться на понятном пациенту языке и в доступной восприятию форме[4].
- Предоставляемая информация должна быть полной и всесторонней, включая ответы на вопросы пациента[6].
- У пациента должно быть право на отказ либо прекращение курса лечения[4].
- Его следует известить о последствиях отказа от лечения[4].
- Отказ от медицинской процедуры не должен влиять на положение пациента и его взаимоотношения с медперсоналом[6].
- Согласно российскому законодательству, информированное согласие (как и отказ от лечения) должно быть письменным[5].
- В дальнейшем пациенту систематически должна предоставляться информация, описывающая ход лечения (результаты и т.д.)[7].

В ряде стран пациенты, госпитализированные в недобровольном порядке, имеют законодательно закреплённое право отказаться от лечения. Согласно стандартам Европейского комитета по предупреждению пыток и бесчеловечного или унижающего достоинство обращения или наказания (ЕКПП), «принудительное помещение лица в психиатрическое учреждение не должно истолковываться как разрешение на проведение лечения без его согласия. Из этого следует, что любому вменяемому пациенту, добровольному или недобровольному, должна быть предоставлена возможность отказаться от лечения или какого-либо другого медицинского вмешательства».
В соответствии с принципами ВОЗ, законодательство должно предусматривать проведение всех видов лечения на основе добровольного и информированного согласия, за исключением редко возникающих ситуаций. В частности, такая ситуация может иметь место при психическом расстройстве у человека с недостаточной компетенцией (дееспособностью), причём предлагаемое лечение, возможно, позволит уменьшить степень выраженности такого расстройства или не исключена вероятность дальнейшего ухудшения состояния пациента из-за отсутствия лечения. По мнению ВОЗ, недобровольная госпитализация и недобровольное лечение должны применяться в исключительных случаях и лишь при особых обстоятельствах. 
Некоторыми учёными оспаривается правомерность получения согласия у лиц, страдающих тяжёлыми психическими расстройствами (такими, как шизофрения, тяжёлая депрессия), поскольку эти расстройства значительно сказываются на когнитивных функциях. Однако было показано, что при изменении формы предъявления информации, необходимой для принятия решения (например, многократное её повторение, предоставление большего количества времени на обдумывание), процент её усвоения практически не отличается от такового у здоровых людей. Лишь в очень тяжёлых случаях (состояния изменённого сознания, острые психозы с выраженной растерянностью или крайней загруженностью психотическими переживаниями, состояния глубокого слабоумия) отношение больного к факту оказания психиатрической помощи установить практически невозможно, поэтому получение согласия в таких случаях следует считать неправомерным.
По данным ряда исследований, лица, страдающие хроническими психическими расстройствами, способны усваивать и понимать информацию, касающуюся их состояния:151.
Законодательство должно запрещать участие в клинических или экспериментальных научных исследованиях без информированного согласия, которое следует получить от всех пациентов независимо от того, поступили ли они в стационар добровольно либо принудительно. Дополнительные гарантии защиты прав лиц с психическими расстройствами также требуются при применении особо опасных видов лечения или приводящих к необратимым последствиям.
Согласно Принципам защиты психически больных лиц и улучшения психиатрической помощи (документ ООН), лечение без информированного согласия даже в самых тяжёлых случаях, когда пациент не способен дать осознанное согласие, не должно назначаться, если у пациента есть личный представитель, уполномоченный в соответствии с законом давать согласие на лечение за пациента. Однако личный представитель не может дать согласие на применение таких мер, как стерилизация, серьёзное хирургическое вмешательство, психохирургия и другие виды инвазивного и необратимого лечения психического заболевания, клинические опыты и экспериментальные методы лечения. Данные меры могут применяться только добровольно.
При применении к пациенту, которому психиатрическая помощь оказывается в добровольном порядке, мер физического стеснения необходимо данное заранее пациентом письменное согласие на применение этих мер. Такое согласие должно быть отражено в документе, содержащем в себе письменное информированное добровольное согласие пациента на лечение. Соблюдение этой нормы может предотвратить возникновение спора между пациентом и психиатрическим учреждением по поводу законности применения мер стеснения.

## В России
В Российской Федерации право на информированное согласие в психиатрии гарантировано благодаря «Закону о психиатрической помощи и гарантиях прав граждан при её оказании». Но, как неоднократно отмечалось в авторитетных источниках, в российских психиатрических больницах принцип информированного согласия нарушается. По словам некоторых врачей-психиатров, они предпочитают не обсуждать с пациентами особенности их психического заболевания и лечения. Как отмечалось в публикации 2010 года, свыше половины (56%) психиатров считают, что пациентам не следует сообщать диагноз заболевания, названия применяемых лекарственных средств, возникающие при лечении трудности и возможные осложнения.
В «Законе о психиатрической помощи…» подчёркивается, что согласие на лечение должно быть обязательно письменным. Оно может быть оформлено в виде записи врача в медицинском документе, удостоверенной подписью пациента или его законного представителя, либо в виде расписки, данной пациентом или его законным представителем, в виде письменной просьбы, заявления либо специального формуляра, приобщённого к медицинской документации. Отказ от лечения тоже должен оформляться в письменной форме и подписываться лицом, отказавшимся от лечения, либо его законным представителем, и содержаться в медицинской документации. Если пациент не соглашается оформлять отказ в письменной форме, его устный отказ должен отражаться в меддокументации и удостоверяться подписью третьего лица (свидетеля).
Запись в медицинской документации (амбулаторной карте, истории болезни) о предоставленной пациенту информации имеет правовое значение и должна содержать конспективное изложение как сообщённых врачом-психиатром сведений, так и реакции на них пациента.
«Закон о психиатрической помощи…» закрепляет также требование о получении информированного добровольного согласия на оказание любого вида психиатрической помощи (или отказа от неё) не только от дееспособных, но и от недееспособных лиц. По смыслу «Закона…», однако, информированное добровольное согласие должно быть осознанным: состояние недееспособного должно позволять ему выразить свою волю.

## Сноски
Примечания
1. 1 2 3  Здесь употребляется не в юридическом значении этого слова (см. Дееспособность), а означает наличие «физических, эмоциональных и когнитивных способностей принимать решения или совершать целенаправленные действия» (определение ВОЗ).
2. 1 2  Под компетенцией здесь понимается психическая способность «переработать и понять суть информации для принятия на этом основании чётко сформулированных решений» (формулировка ВОЗ).

Источники
1. ↑  Гурылева М.Э. Добровольное информированное согласие и его место в медицинской практике // Главная медицинская сестра. — 2011. — № 2. — С. 45—54. Архивировано 14 июля 2014 года.
2. 1 2  Окаша А. Культуральные аспекты психиатрической этики: роль Всемирной психиатрической ассоциации : [арх. 9 февраля 2017] // Независимый психиатрический журнал. — 2002. — № 4. — С. 17—27.
3. 1 2 3 4  Законодательство в области психического здоровья и права человека. — Всемирная организация здравоохранения, 2006. — С. 22—24. — 50 с. — ISBN 92 4 454595 0. Архивировано 20 августа 2021 года.
4. 1 2 3 4 5 6 7 8  Согласно Принципам защиты психически больных лиц (международному своду норм по правам человека, выпущенному ООН), и методическим рекомендациям к ним. Приводится по: Законодательство в области психического здоровья и права человека. — Всемирная организация здравоохранения, 2006. — С. 22—23. — 50 с. — ISBN 92 4 454595 0. Архивировано 20 августа 2021 года.
5. 1 2 3 4 5 6 7 8  Аргунова Ю.Н. Права граждан при оказании психиатрической помощи (Вопросы и ответы). — Москва: Грифон, 2014. — 640 с. — 1600 экз. — ISBN 978-5-98862-190-4.
6. 1 2 3 4 5  Биоэтика: Проблемы и перспективы. Иванюшкин А.Я. Биоэтика и психиатрия // Вопросы философии. — 1994. — № 3. Архивировано 2 апреля 2015 года.
7. 1 2  Европейский Комитет по предупреждению пыток, 8-й доклад, 1998. (Извлечение, касающееся принудительного помещения в психиатрические учреждения) Архивная копия от 2 сентября 2010 на Wayback Machine
8. 1 2 3 4  Усов Г.М., Федорова М.Ю. Правовое регулирование психиатрической помощи: учебное пособие для вузов. — ЗАО «Юстицинформ», 2006. — 304 с. — 1000 экз. — ISBN 5-7205-0717-5, 978-5-7205-0717-6. Архивировано 8 августа 2014 года. Архивированная копия. Дата обращения: 1 августа 2014. Архивировано 8 августа 2014 года.
9. ↑  Охрана психического здоровья: проблемы и пути их решения: Отчет о Европейской конференции ВОЗ на уровне министров. — 2006. — ISBN 92-890-4377-6. Архивировано 23 ноября 2018 года.
10. ↑  Абрамов В.А., Табачников С.И., Подкорытов В.С. Основы качественной психиатрической практики. — Донецк: Каштан, 2004. — 248 с. — 500 экз. — ISBN 966-8292-58-8.
11. ↑  Принципы защиты психически больных лиц и улучшения психиатрической помощи Архивная копия от 8 июля 2018 на Wayback Machine. Приняты резолюцией 46/119 Генеральной Ассамблеи ООН от 17 декабря 1991 года.
12. ↑  Савенко Ю.С. Защита прав пациентов психиатрических учреждений // Независимый психиатрический журнал. — 2005. — № 4. Архивировано 16 марта 2018 года.
13. ↑  Ястребов В. С. Правовые аспекты психиатрии // Общая психиатрия / Под ред. А. С. Тиганова. — М., 2006. Архивировано 20 октября 2020 года.
14. 1 2  Мониторинг психиатрических стационаров России — материалы к обсуждению // Независимый психиатрический журнал. — 2004. — № 3. Архивировано 15 июня 2012 года.
15. ↑  Визит делегации Международной хельсинкской федерации в Московскую психиатрическую больницу № 1 им. Н.А.Алексеева // Независимый психиатрический журнал. — 2004. — № 1. Архивировано 27 апреля 2009 года.
16. ↑  Доклад Уполномоченного по правам человека в Российской Федерации за 2015 год. — Москва, 2016. — 246 с. Архивировано 5 апреля 2016 года.